# Nationalstraße 307 (China)
Die Nationalstraße 307 (chinesisch 307国道, Pinyin 307 Guódào, englisch China National Highway 307), chin. Abk. G307, ist eine 1.351 km lange, in Ost-West-Richtung verlaufende Fernstraße im Osten Chinas in den Provinzen Hebei, Shanxi und Shaanxi sowie im Autonomen Gebiet Ningxia. Sie beginnt unweit von Huanghua an der Ostküste und führt über Cangzhou und Jinzhou in die Metropole und Provinzhauptstadt Shijiazhuang. Von dort führt sie weiter über Yangquan, Taiyuan, Lishi, Zizhou, Jingbian, Dingbian und Yanchi in die Gebietshauptstadt Yinchuan. Die G307 verläuft parallel zur Autobahn G1811 sowie zum westlichen Teil der Autobahn G20.